# Ligue d'Alsace de football association
Pour les articles homonymes, voir LAFA.
La Ligue d'Alsace de football association est un organe fédéral dépendant de la Fédération française de football créé le 10 janvier 1919 à Sélestat et chargé d'organiser les compétitions de football au niveau de l'Alsace.
Créé après la fin de la Première Guerre mondiale en 1919 par trente-neuf clubs alsaciens, la LAFA fait partie des opposants à la professionnalisation du football dans les années 1930. Durant la Seconde Guerre mondiale, les clubs alsaciens sont intégrés aux championnats allemands, et la LAFA ne retrouve sa souveraineté qu'en 1945.
La LAFA qui a son siège à Strasbourg est une des deux seules ligues en France à ne pas avoir de subdivision en district départementaux. Le président de la Ligue est l'ancien international Albert Gemmrich depuis le 21 septembre 2011.
La principale compétition organisée par la Ligue est le championnat de Division d'Honneur d'Alsace qui donne le droit à son vainqueur de participer au championnat de France amateur. La Ligue s'occupe également d'organiser les premiers tours de la Coupe de France de football et de gérer le football féminin régional.
La Ligue d'Alsace de football association a été dissoute en 2016. En effet, la Fédération Française de Football impose, de par la réforme territoriale des régions, de créer une Ligue au niveau des nouvelles régions et de diviser ces ligues en Districts selon les départements. Naissent alors la Ligue du Grand Est de Football (toujours présidée par Albert Gemmrich) et le District d'Alsace de Football - (présidé par René Marbach) - réunissant le Bas-Rhin et le Haut-Rhin.

## Histoire
À l'époque de l'Alsace-Lorraine, au début du football en Alsace, les clubs alsaciens sont affiliés au Süddeutscher Fußball-Verband jusqu'en 1918.
Après l'Armistice de 1918, l'USFSA implante un comité régional en janvier 1919, mais 39 clubs alsaciens préfèrent rallier la nouvelle Fédération française de football et fondent la Ligue d'Alsace de football association (LAFA) le 1er novembre 1919.
En 1928, la FFF compte 150 clubs et 5 000 licenciés. En 1935, alors que la LAFA compte 200 clubs, M. Lambling succède à M. Georges Lévy à sa tête.
La LAFA fut hostile au passage au statut professionnel au début des années 1930 et fut la seule Ligue, avec celle de Paris, à se prononcer contre lors du scrutin fédéral en 1930. Un seul club alsacien se porte néanmoins candidat au statut professionnel en 1932 : le FC Mulhouse. Le RC Strasbourg l'imitera une saison plus tard.
Durant la Seconde Guerre mondiale, la LAFA est dissoute et remplacée par la Gaufachwart Fussball pour l'Alsace de la Fédération des Sports National-Socialiste. Les clubs alsaciens sont de nouveau incorporés aux compétitions allemandes. À la fin de la Seconde Guerre mondiale, les clubs alsaciens quittent le giron allemand et La LAFA se reformera le 22 juillet 1945.
Les meilleurs résultats de ses clubs professionnels et amateurs sont réalisés dans les années 1960 et 1970. En 1984, la LAFA a enregistré son 50 000e licencié.

## Palmarès

### Palmarès national des clubs de la Ligue
| RC Strasbourg Championnat de France (1) : 1979 Coupe de France (3) : 1951, 1966 et 2001 Coupe de la Ligue (3) : 1997, 2005 et 2019 |

Domination en Alsace depuis 1919
- De 1919 à 1932 : Champion de Division d'Honneur d'Alsace (qualificatif pour le Championnat de France (1927-1928)
- De 1932 à 1939 : Club le mieux classé en série nationale.
- De 1939 à 1940 et de 1944 à 1945 : Information non connue.
- De 1940 à 1944 : Champion de Gauliga Elsass.
- Depuis 1945 : Club le mieux classé en série nationale.

### Palmarès régional
| Saison    | Division d'Honneur            | Divisions d'Excellence Bas-Rhin / Haut-Rhin | Coupe d'Alsace                | Division d'Honneur féminine           |
| --------- | ----------------------------- | ------------------------------------------- | ----------------------------- | ------------------------------------- |
| 1920      | FC Sélestat                   | -                                           | -                             | -                                     |
| 1921      | FC Mulhouse                   | -                                           | -                             | -                                     |
| 1922      | FC Sélestat                   | -                                           | -                             | -                                     |
| 1923      | RC Strasbourg FC Bischwiller  | -                                           | -                             | -                                     |
| 1924      | RC Strasbourg                 | -                                           | -                             | -                                     |
| 1925      | FC Bischwiller                | -                                           | -                             | -                                     |
| 1926      | AS Strasbourg                 | -                                           | -                             | -                                     |
| 1927      | RC Strasbourg                 | -                                           | -                             | -                                     |
| 1928      | FC Mulhouse                   | -                                           | -                             | -                                     |
| 1929      | FC Mulhouse                   | -                                           | -                             | -                                     |
| 1930      | FC Mulhouse                   | -                                           | -                             | -                                     |
| 1931      | FC Mulhouse                   | -                                           | -                             | -                                     |
| 1932      | FC Mulhouse                   | -                                           | -                             | -                                     |
| 1933      | FC Bischwiller                | -                                           | -                             | -                                     |
| 1934      | FC Bischwiller                | -                                           | -                             | -                                     |
| 1935      | FC Red Star Mulhouse          | -                                           | -                             | -                                     |
| 1936      | FC Saint-Louis                | -                                           | -                             | -                                     |
| 1937      | SC Schiltigheim               | -                                           | -                             | -                                     |
| 1938      | FC Colmar                     | -                                           | -                             | -                                     |
| 1939      | FC Haguenau                   | -                                           | -                             | -                                     |
| 1940-1944 | voir Gauliga Elsass           | -                                           | -                             | -                                     |
| 1945      | -                             | -                                           | -                             | -                                     |
| 1946      | FC Saint-Louis                | -                                           | -                             | -                                     |
| 1947      | FC Mulhouse                   | -                                           | FC Colmar                     | -                                     |
| 1948      | RC Strasbourg R               | -                                           | US Wittenheim                 | -                                     |
| 1949      | FC Saint-Louis                | -                                           | SR Colmar                     | -                                     |
| 1950      | FC La Walck                   | -                                           | ASCA Wittelsheim              | -                                     |
| 1951      | ASCA Wittelsheim              | -                                           | ASCA Wittelsheim              | -                                     |
| 1952      | FC Saint-Louis                | -                                           | RC Strasbourg                 | -                                     |
| 1953      | RC Strasbourg R               | -                                           | ASCA Wittelsheim              | -                                     |
| 1954      | ASCA Wittelsheim              | -                                           | AS Strasbourg                 | -                                     |
| 1955      | AS Mulhouse                   | -                                           | RC Strasbourg                 | -                                     |
| 1956      | FC Bischwiller                | -                                           | FC Mulhouse                   | -                                     |
| 1957      | RC Strasbourg R               | -                                           | ASCA Wittelsheim              | -                                     |
| 1958      | FC Hégenheim                  | -                                           | RC Strasbourg                 | -                                     |
| 1959      | ASCA Wittelsheim              | -                                           | FC Mulhouse                   | -                                     |
| 1960      | FC Wittelsheim                | -                                           | RC Strasbourg                 | -                                     |
| 1961      | AS Strasbourg                 | -                                           | RC Strasbourg                 | -                                     |
| 1962      | AS Mulhouse                   | -                                           | SC Sélestat                   | -                                     |
| 1963      | AS Mutzig                     | -                                           | AS Mulhouse                   | -                                     |
| 1964      | AS Pierrots Vauban Strasbourg | -                                           | FC Mulhouse                   | -                                     |
| 1965      | RC Strasbourg R               | -                                           | AS Strasbourg                 | -                                     |
| 1966      | AS Strasbourg                 | -                                           | AS Strasbourg                 | -                                     |
| 1967      | ASCA Wittelsheim              | -                                           | AS Pierrots Vauban Strasbourg | -                                     |
| 1968      | FC Saint-Louis                | -                                           | FC Mulhouse                   | -                                     |
| 1969      | FC Kronenbourg                | -                                           | AS Pierrots Vauban Strasbourg | -                                     |
| 1970      | AS Strasbourg                 | -                                           | FC Saint-Louis                | -                                     |
| 1971      | ASCA Wittelsheim              | -                                           | AS Mutzig                     | -                                     |
| 1972      | FCS Koenigshoffen 06          | -                                           | FC Hirtzfelden                | -                                     |
| 1973      | SR Colmar                     | -                                           | FC Mulhouse                   | -                                     |
| 1974      | FC Saint-Louis                | -                                           | FCS Koenigshoffen 06          | -                                     |
| 1975      | SR Haguenau                   | -                                           | SR Haguenau                   | FC Vendenheim                         |
| 1976      | FC Masevaux                   | -                                           | SR Haguenau                   | FC Vendenheim                         |
| 1977      | Pierrots Vauban               | -                                           | AS Pierrots Vauban Strasbourg | -                                     |
| 1978      | Stade Colmar 77               | -                                           | SR Haguenau                   | -                                     |
| 1979      | FCO Neudorf                   | -                                           | FC Hirtzfelden                | FC Vendenheim                         |
| 1980      | AS Betschdorf                 | -                                           | RC Strasbourg                 | -                                     |
| 1981      | AS Strasbourg                 | -                                           | FC Hirtzfelden                | -                                     |
| 1982      | FC Mulhouse R                 | -                                           | FC Mulhouse                   | -                                     |
| 1983      | FC Kronenbourg                | -                                           | AS Strasbourg                 | -                                     |
| 1984      | AS Sundhoffen                 | -                                           | AS Pierrots Vauban Strasbourg | -                                     |
| 1985      | FC Red Star Mulhouse          | -                                           | AS Pierrots Vauban Strasbourg | -                                     |
| 1986      | FC Wissembourg                | -                                           | AS Pierrots Vauban Strasbourg | -                                     |
| 1987      | FC Mulhouse R                 | -                                           | AS Pierrots Vauban Strasbourg | FC Vendenheim                         |
| 1988      | AS Mulhouse                   | -                                           | FC Red Star Mulhouse          | -                                     |
| 1989      | Pierrots Vauban R             | -                                           | AS Pierrots Vauban Strasbourg | -                                     |
| 1990      | FCSR Haguenau                 | -                                           | FC Mulhouse                   | -                                     |
| 1991      | SC Schiltigheim               | -                                           | SC Schiltigheim               | -                                     |
| 1992      | ASC Biesheim                  | -                                           | SC Schiltigheim               | -                                     |
| 1993      | AS Pierrots Vauban Strasbourg | -                                           | RC Strasbourg                 | -                                     |
| 1994      | AS Pierrots Vauban Strasbourg | -                                           | FCS Koenigshoffen 06          | -                                     |
| 1995      | FCS Koenigshoffen 06          | -                                           | AS Pierrots Vauban Strasbourg | -                                     |
| 1996      | US Reipertswiller             | -                                           | SC Schiltigheim               | -                                     |
| 1997      | SR Colmar                     | -                                           | AS Pierrots Vauban Strasbourg | -                                     |
| 1998      | US Reipertswiller             | -                                           | SC Schiltigheim               | -                                     |
| 1999      | AS Pierrots Vauban Strasbourg | -                                           | FCSR Haguenau                 | -                                     |
| 2000      | AS Illzach Modenheim          | -                                           | SR Colmar                     | -                                     |
| 2001      | CS Mars Bischheim             | AS Électricité Strasbourg / RC Dannemarie   | SR Colmar                     | FCSR Haguenau                         |
| 2002      | FC Mulhouse                   | FC Soleil Bischheim / ASC Biesheim          | FC Mulhouse                   | FCSR Haguenau                         |
| 2003      | FC Illhaeusern                | FC Geispolsheim 01 / ASL Kœtzingue          | AS Pierrots Vauban Strasbourg | FCSR Haguenau                         |
| 2004      | ASC Biesheim                  | FCSR Haguenau R / FC Munchhouse             | SC Schiltigheim               | FC Vendenheim R                       |
| 2005      | FCSR Haguenau                 | FC Eckbolsheim / FC Saint-Louis Neuweg      | SC Schiltigheim               | FC Vendenheim R                       |
| 2006      | AS Illzach Modenheim          | US Reipertswiller / SR Colmar R             | RC Strasbourg R               | ASPTT Mulhouse                        |
| 2007      | FCSR Obernai                  | FC Steinseltz / AS Sundhoffen               | FC Mulhouse                   | ASPTT Mulhouse                        |
| 2008      | FC Saint-Louis Neuweg         | FC Soleil Bischheim / FC Bartenheim         | RC Strasbourg R               | FC Vendenheim R                       |
| 2009      | US Sarre-Union                | FC Geispolsheim 01 / AS Illzach-Modenheim R | AS Illzach Modenheim          | ASPTT Mulhouse                        |
| 2010      | SC Schiltigheim               | US Oberlauterbach / FC Illhaeusern          | RC Strasbourg R               | FC Rossfeld                           |
| 2011      | FC Steinseltz                 | FA Illkirch-Graffenstaden / FC Hirtzbach    | AS Illzach Modenheim          | FC Vendenheim R                       |
| 2012      | SR Colmar R                   | SC Dinsheim / US Wittenheim                 | SC Schiltigheim               | FC Vendenheim R                       |
| 2013      | ASC Biesheim                  | US Oberlauterbach / FC Mulhouse rés.        | US Oberlauterbach             | FC Vendenheim R                       |
| 2014      | FCSR Haguenau                 | FCSR Obernai / AS Sundhoffen                | FCSR Haguenau                 | FC Vendenheim R                       |
| 2015      | RC Strasbourg R               | FA Illkirch-Graffenstaden / FC Hirtzbach    | FC Mulhouse                   | FC Vendenheim R                       |
| 2016      | AS Pierrots Vauban Strasbourg | FC Kronenbourg / FC Kingersheim             | FCSR Haguenau                 | FC Vendenheim R                       |
| 2017      | AS Erstein                    | FC Obermodern / FC Hagenthal-Wentzwiller    | AS Erstein                    | CS Mars Bischheim                     |
| Saison    | Régional 1 Territoire Alsace  | Régional 2 Territoire Bas-Rhin / Haut-Rhin  | Coupe d'Alsace,               | Régional 1 féminine Territoire Alsace |
| 2018      | AS Pierrots Vauban Strasbourg | FC Geispolsheim 01 / FC Kembs Réunis        | SR Colmar                     | AS Pierrots Vauban Strasbourg         |
| 2019      | FA Illkirch-Graffenstaden     | FCSR Haguenau R / SR Colmar                 | FC Dahlenheim                 | RC Strasbourg                         |

Notes :
1. ↑  À partir de la saison 2018-2019, les équipes fanions qui évoluent en R3, R2, R1 et N3, ainsi que les équipes réserves des clubs évoluant en N2 avec leur équipe fanion prennent part à la Coupe du Grand-Est. Désormais, seules les équipes évoluant en district participent à la Coupe d’Alsace.

Nombre de victoires par club
| \| Club \| Régional 1 (ex-Division d'Honneur) \| Coupe d'Alsace \| \| ----------------------------- \| ---------------------------------- \| -------------- \| \| FC Mulhouse \| 10[n 1] \| 10 \| \| AS Pierrots Vauban Strasbourg \| 8[n 2] \| 11 \| \| RC Strasbourg \| 8[n 3] \| 10[n 4] \| \| FC Saint-Louis Neuweg \| 7 \| 1 \| \| FCSR Haguenau \| 5[n 5] \| 6[n 6] \| \| AS Strasbourg \| 5 \| 4 \| \| ASCA Wittelsheim \| 5 \| 4 \| \| FC Bischwiller \| 5 \| 0 \| \| SC Schiltigheim \| 3 \| 7 \| \| SR Colmar \| 3[n 7] \| 4 \| \| AS Mulhouse \| 3 \| 1 \| \| ASC Biesheim \| 3 \| 0 \| \| AS Illzach Modenheim \| 2 \| 2 \| \| FCS Koenigshoffen 06 \| 2 \| 2 \| \| FC Red Star Mulhouse \| 2 \| 1 \| \| FC Sélestat \| 2 \| 1 \| \| FC Kronenbourg \| 2 \| 0 \| \| US Reipertswiller \| 2 \| 0 \| \| FC Colmar \| 1 \| 1 \| \| AS Erstein \| 1 \| 1 \| \| AS Mutzig \| 1 \| 1 \| \| AS Betschdorf \| 1 \| 0 \| \| CS Mars Bischheim \| 1 \| 0 \| \| Stade Colmar 77[n 8] \| 1 \| 0 \| \| FC Hégenheim \| 1 \| 0 \| \| FC Illhaeusern \| 1 \| 0 \| \| FA Illkirch-Graffenstaden \| 1 \| 0 \| \| FC La Walck \| 1 \| 0 \| \| FC Masevaux \| 1 \| 0 \| \| FCO Neudorf \| 1 \| 0 \| \| FCSR Obernai \| 1 \| 0 \| \| US Sarre-Union \| 1 \| 0 \| \| FC Steinseltz \| 1 \| 0 \| \| AS Sundhoffen \| 1 \| 0 \| \| FC Wissembourg \| 1 \| 0 \| \| FC Wittelsheim \| 1 \| 0 \| \| FC Hirtzfelden \| 0 \| 3 \| \| FC Dahlenheim \| 0 \| 1 \| \| US Wittenheim \| 0 \| 1 \| \| US Oberlauterbach \| 0 \| 1 \| | Notes : 1. 2. 3. 4. 5. 6. 7. 8.    |                |
| Club | Régional 1 (ex-Division d'Honneur) | Coupe d'Alsace |
| FC Mulhouse | 10                                 | 10             |
| AS Pierrots Vauban Strasbourg | 8                                  | 11             |
| RC Strasbourg | 8                                  | 10             |
| FC Saint-Louis Neuweg | 7                                  | 1              |
| FCSR Haguenau | 5                                  | 6              |
| AS Strasbourg | 5                                  | 4              |
| ASCA Wittelsheim | 5                                  | 4              |
| FC Bischwiller | 5                                  | 0              |
| SC Schiltigheim | 3                                  | 7              |
| SR Colmar | 3                                  | 4              |
| AS Mulhouse | 3                                  | 1              |
| ASC Biesheim | 3                                  | 0              |
| AS Illzach Modenheim | 2                                  | 2              |
| FCS Koenigshoffen 06 | 2                                  | 2              |
| FC Red Star Mulhouse | 2                                  | 1              |
| FC Sélestat | 2                                  | 1              |
| FC Kronenbourg | 2                                  | 0              |
| US Reipertswiller | 2                                  | 0              |
| FC Colmar | 1                                  | 1              |
| AS Erstein | 1                                  | 1              |
| AS Mutzig | 1                                  | 1              |
| AS Betschdorf | 1                                  | 0              |
| CS Mars Bischheim | 1                                  | 0              |
| Stade Colmar 77 | 1                                  | 0              |
| FC Hégenheim | 1                                  | 0              |
| FC Illhaeusern | 1                                  | 0              |
| FA Illkirch-Graffenstaden | 1                                  | 0              |
| FC La Walck | 1                                  | 0              |
| FC Masevaux | 1                                  | 0              |
| FCO Neudorf | 1                                  | 0              |
| FCSR Obernai | 1                                  | 0              |
| US Sarre-Union | 1                                  | 0              |
| FC Steinseltz | 1                                  | 0              |
| AS Sundhoffen | 1                                  | 0              |
| FC Wissembourg | 1                                  | 0              |
| FC Wittelsheim | 1                                  | 0              |
| FC Hirtzfelden | 0                                  | 3              |
| FC Dahlenheim | 0                                  | 1              |
| US Wittenheim | 0                                  | 1              |
| US Oberlauterbach | 0                                  | 1              |